# Manuel Marzana
Manuel Marzana Oroza (Tarabuco, 7 de junio de 1889 - La Paz, 4 de enero de 1980) fue un militar boliviano, héroe de la Guerra del Chaco.
Simboliza a los soldados bolivianos que defendieron, muchos de ellos con su vida, el fortín Boquerón.

## Biografía
Estudió en Sucre. Ingresó en el colegio militar en 1907. En 1914 logró el grado de teniente. Fue edecán del presidente Gutiérrez Guerra.
En 1925 formaba parte del Consejo Supremo de Guerra. Formó parte del Tribunal de Justicia Militar entre 1930 y 1931. En el comienzo de la guerra comandó el regimiento Campos 6.º de infantería. En julio de 1932, a los 43 años, participó en la ocupación del fortín paraguayo Boquerón. Reemplazó al teniente coronel Luis Emilio Aquirre que falleció en la emboscada paraguaya mientras se izaba la bandera boliviana en el fortín. Condujo durante 20 días la defensa del fortín Boquerón sufriendo el ataque permanente de fuerzas superiores.
Fue capturado con el resto de sus fuerzas el 29 de septiembre de 1932 y estuvo como prisionero de guerra en el Paraguay durante casi 5 años, hasta 1936. En ese año fue nombrado prefecto de Chuquisaca. En 1937 fue ascendido a coronel. En 1962 el senado lo nombró de modo honorífico General de Brigada.
Murió a los 90 años en La Paz el 4 de enero de 1980.